# 1271
- Wikisource

| Calendário gregoriano                                                        | 1271 MCCLXXI                                           |
| Ab urbe condita                                                              | 2024                                                   |
| Calendário arménio                                                           | 720 – 721                                              |
| Calendário bahá'í                                                            | -573 – -572                                            |
| Calendário budista                                                           | 1815                                                   |
| Calendário chinês                                                            | 3967 – 3968 Início a 12 de fevereiro (aproximadamente) |
| Calendário copta                                                             | 987 – 988                                              |
| Calendário etíope                                                            | 1263 – 1264                                            |
| Calendários hindus - Vikram Samvat - Calendário nacional indiano - Cáli Iuga | 1326 – 1327 1192 – 1193 4371 – 4372                    |
| Calendário Holoceno                                                          | 11271                                                  |
| Calendário islâmico                                                          | 669 – 670                                              |
| Calendário judaico                                                           | 5031 – 5032                                            |
| Calendário persa                                                             | 649 – 650                                              |
| Calendário rúnico                                                            | 1521                                                   |
| Calendário solar tailandês                                                   | 1814                                                   |

1271 (MCCLXXI, na numeração romana) foi um ano comum do século XIII do Calendário Juliano, da Era de Cristo, e a sua letra dominical foi D (53 semanas), teve início a uma quinta-feira e terminou também a uma quinta-feira.
No reino de Portugal estava em vigor a Era de César que já contava 1309 anos.
| Ano completo                        |
| ----------------------------------- |
| Ano comum com início à quinta-feira |

## Eventos
- É fundada na China, a cidade de Nanhai.

## Nascimentos
- Isabel de Aragão, rainha consorte de Portugal, Rainha Santa Isabel (m. 1336).

## Mortes
- 28 de Janeiro - Isabela natural de Aragão, rainha consorte da França (n. 1247).
- 21 de agosto - Afonso III de Poitiers, Conde de Poitiers e Conde de Tolosa, n. 1220.